# 만어산어산불영
만어산어산불영(萬魚山魚山佛影)은 대한민국 경상남도 밀양시 삼랑진읍 용구리에 있는, 만어사에 전해 내려오는 설화와 관련있는 유물이다. 1996년 3월 11일 경상남도의 기념물 제152호로 지정되었다.

## 개요
만어사에 전해 내려오는 설화와 관련있는 유물이다.
수로왕 때 가락국의 옥지(玉池)라는 연못에 살고 있던 독룡(毒龍)과 만어산에 살던 나찰녀(羅刹女:불교에서 말하는 사람을 잡아먹는 귀신)가 서로 사귀면서 번개와 우박을 내려 4년 동안 농사를 망쳐 놓았다. 수로왕이 주술로써 악행을 막으려 했으나 불가능하여 부처님께 설법을 청하여 이들에게 불법의 오계(五戒)를 받게 하였다. 이 때 동해의 수많은 고기와 용들이 불법에 감동을 받아 만어산으로 모여들어 돌이 되었는데, 그 돌들을 두드리면 맑은 쇳소리를 내었다. 특히 서북쪽의 큰 바위는 용왕의 아들이 변해서 된 것이라고 전하는데, 멀리서 보면 부처의 모습이 나타나고 가까이서 보면 그 모습이 사라진다고 한다.

## 참고 문헌
- 만어산어산불영 - 국가유산청 국가유산포털